# 人生将棋
『人生将棋』（じんせいしょうぎ）は、美空ひばりのシングル。1970年7月10日に日本コロムビアから発売された。

## 概要
- A面『人生将棋』は、紅組司会兼大トリを務めた第21回NHK紅白歌合戦で歌唱され、オリコン週間チャート最高位70位で売上枚数1.9万枚を記録。
- B面『一匹道中』は、同年に発売された作詞家・石本美由起の作品集を収めたアルバムにて初披露されたが、シングル盤とアルバム盤ではアレンジが異なっている。

## 収録曲
両曲共 作詞：石本美由起、編曲：佐伯亮
1. 人生将棋
  - 作曲：かとう哲也
2. 一匹道中
  - 作曲：山本丈晴